# Cathédrale de Bovino
La cathédrale de Bovino est une église catholique romaine de Bovino, en Italie. Il s'agit d'une cocathédrale de l'archidiocèse de Foggia-Bovino.